# 刘潜 (1910年)
刘潜（1910年8月—1988年5月9日），男，山东昌邑人，中华人民共和国政治人物，曾任黑龙江省人民委员会副省长，黑龙江省人大常委会副主任，第三届全国人大代表。